# Dogz y Catz
Dogz: ¡Diviértete con más perros! y Catz: ¡Diviértete con nuevos felinos! (también conocidos simplemente como Dogz y Catz) son dos videojuegos de la serie Petz publicados por Ubisoft en PlayStation 2, Wii, PC y Nintendo DS en 2007. Las versiones para las dos primeras consolas son del género aventura y fueron desarrolladas por Yuke's, mientras que en PC y Nintendo DS son simuladores de mascotas desarrollados por ImaginEngine. En Norteamérica fueron localizados como Petz: Dogz 2 y Petz: Catz 2.

## Sistema de juego

### Nintendo DS y PC
Pese a que comparten nombre, la jugabilidad de las entregas varía ampliamente según la consola. En Nintendo DS consiste en un simulador de cuidado de mascotas, mezclando elementos de Nintendogs, 42 Juegos de Siempre y Animal Crossing. Permite elegir entre once variedades de perros o gatos —según la versión—, con los que se puede interactuar mediante la pantalla táctil de Nintendo DS. No cuenta con actividades típicas del género, como alimentar o pasear al animal. En cambio, el objetivo principal del título es conseguir juguetes y muebles ganando una serie de minijuegos, principalmente juegos de cartas y de mesa tradicionales. La casa del jugador, así como los animales, están renderizados en gráficos 3D.
En PC también es un juego de mascotas virtuales, que da a escoger entre siete razas y varios colores y texturas de pelaje. Esta versión se centra en el cuidado del animal y en atender sus necesidades básicas, además de jugar y enseñarle trucos. También permite personalizar la apariencia de la mascota y su entorno, así como hibridar especies no relacionadas, como un perro y una cebra. Como novedad, ofrece un diario y la opción de fotografiar a los animales. El juego cuenta con gráficos tridimensionales y la interacción se realiza mediante iconos en la interfaz de usuario.

### PlayStation 2 y Wii

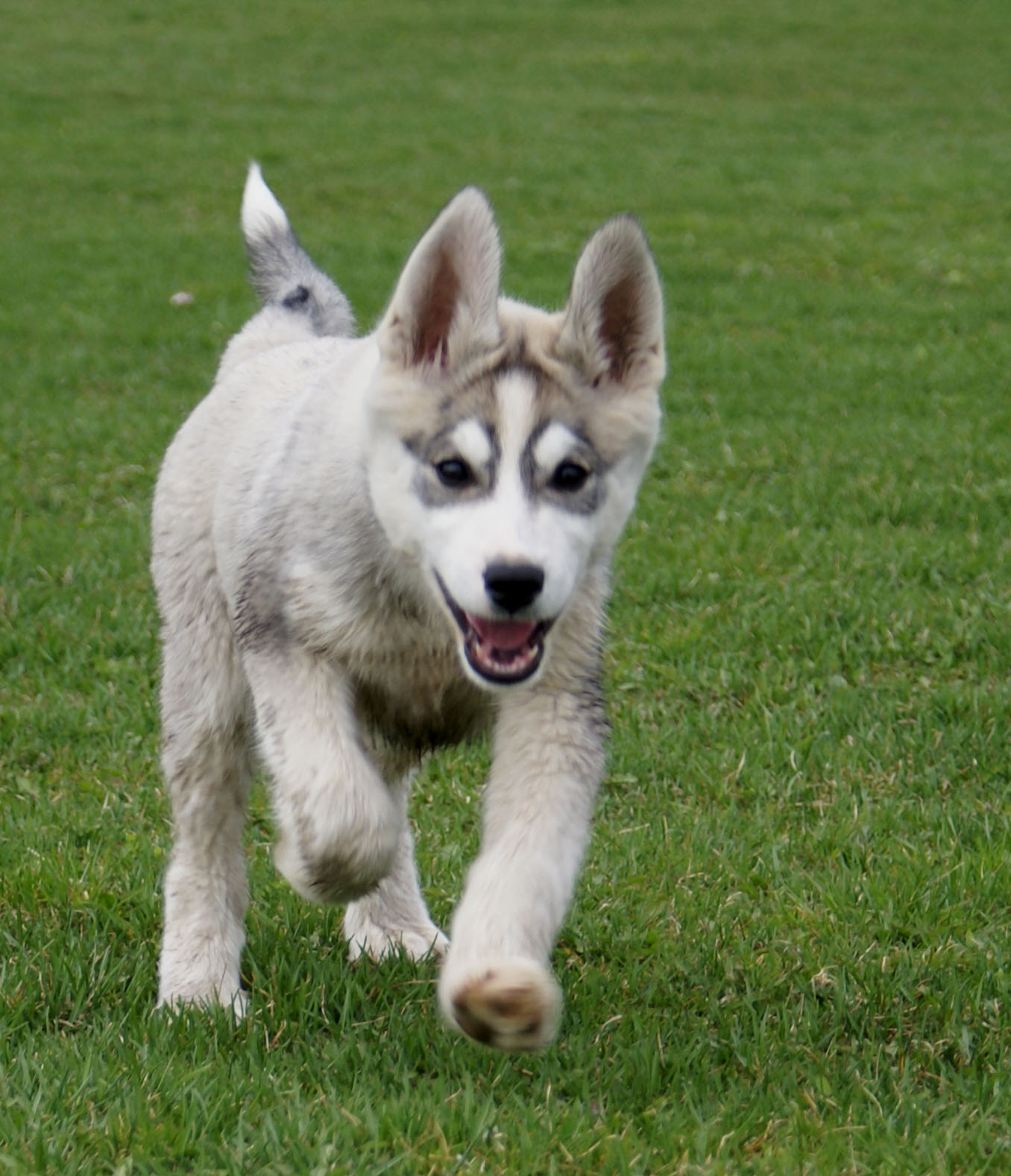
Un cachorro de husky siberiano, una de las cuarenta razas de perro disponibles en Dogz.

Las versiones de PlayStation 2 y Wii de Dogz y Catz son videojuegos de aventura y rol, con misiones secundarias y de recolección, enfocados a un público de baja edad. Al comienzo de la partida es posible elegir entre cuarenta razas de perro o gato —según la versión— a modo de personaje principal, sin que esto afecte al desarrollo de la trama. También se puede conseguir ropa para personalizar la apariencia de la mascota a cambio de dinero.
El desarrollo de la aventura consiste en explorar una serie de áreas temáticas, como una zona helada y un desierto, para avanzar hacia donde aguarda Ivlet, el antagonista, y ayudar con las reparaciones de la aldea destruida. En los diferentes mapas hay piedras que al activarlas desbloquean el viaje rápido a esa zona. El núcleo de la jugabilidad se centra en acudir a un lugar y conseguir un determinado objeto, tarea que complican los animales bajo la influencia de Ivlet. Para avanzar a través de las diferentes secciones, el usuario debe observar las burbujas sobre las cabezas de los animales enemigos. Si el animal está enfadado, atacará a la mascota protagonista, mientras que un enemigo irritado solo se abalanzará si el jugador se acerca demasiado. Es posible defenderse con piedras, de modo que el juego carece de un sistema de armas.
El contenido secundario recoge elementos de la serie Animal Crossing: el jugador puede cazar insectos, pescar, recolectar frutas y cultivar flores. A raíz de los eventos de la historia, los animales del zoológico local escaparon, por lo que varios de los minijuegos consisten en competir contra estos animales para conseguir que regresen. Algunos ejemplos son carreras, búsquedas del tesoro, lanzamientos de aros y captura de frutas.

## Argumento
Ambos títulos para Wii y PlayStation 2 se ambientan en el pequeño pueblo costero de Pawville —habitado bien por perros en Dogz o gatos en Catz—. Los animales han conseguido capturar a un lobo, Ivlet, que les había causado problemas durante mucho tiempo. Cuando el protagonista y su amigo acuden a visitar a Ivlet, este los engaña para que le entreguen el Sombrero Mágico, una reliquia poderosa de los habitantes de la isla. Para enmendar su error, el personaje principal se propone derrotar al lobo y recuperar el artefacto, a la par que restaura el orden en Pawville y en la isla.

## Lanzamiento
La versión de Nintendo DS llegó al mercado el 12 de octubre de 2007 en Europa y el 14 de noviembre del mismo año en Norteamérica. Para ordenadores personales se lanzó el 13 de noviembre en Estados Unidos. En Wii se publicó el 14 de noviembre de Norteamérica, el 7 de diciembre en Europa y el 20 de diciembre en Japón. Por último, llegó a PlayStation 2 el 23 de noviembre en América del Norte y el 30 del mismo mes en el continente europeo.

## Recepción

### Crítica
En su reseña de Catz para la versión de Wii y PlayStation 2, Levi Buchanan de IGN le dio un 6 sobre 10. Comentó que es «un juego de rol muy ligero» y señaló que el título está dirigido a un público joven. Asimismo, criticó que «la aventura RPG no es demasiado profunda» y no aprobó la estructura de la trama, objetando que «es en gran medida una historia de ve aquí y haz aquello». Del contenido secundario explicó que, pese a que tiene variedad, ninguno está «excepcionalmente bien implementado», argumentando que «simplemente parecen estar ahí para completar la aventura principal». Destacó positivamente el diseño de los animales y su aspecto tierno, en tanto calificó a los escenarios de «sosos» y al diseño de sonido como «decente». Prefirió la versión de Wii sobre la de PlayStation 2 por las posibilidades que ofrecen los controles por movimiento del Wiimote.
Lucas M. Thomas, también de IGN, otorgó a la adaptación de Nintendo DS de Dogz una puntuación de 6.8 sobre 10. Calificó al juego de «bastante divertido» y alabó los gráficos, señalando que «son adorables y atractivos» gracias al estilo visual de los perros, que cuentan con ojos y narices de mayor proporción que el resto del cuerpo. Sobre el sistema de minijuegos para desbloquear objetos y muebles, comentó que es «adictivo», añadiendo que «es probable que te encuentres jugando el desafío para ganarlo una y otra vez hasta que salgas victorioso: es el tipo de experiencia que te hace decir "solo un intento más" después de quedarte atascado». Del mismo modo, señaló que la entrega aprovecha el «atractivo» de los juegos de mesa y cartas tradicionales y «lo capitaliza». Sin embargo, criticó la escasa interacción con las mascotas y concluyó que «es como si la cohesión nunca se uniera del todo».

### Comercial
De acuerdo al sitio web Vgchartz, la versión de PlayStation 2 vendió 560 000 copias y la de Wii 570 000. En Nintendo DS logró comercializar 1.1 millones de unidades.